# Roukiata Ouedraogo
Roukiata Ouedraogo (Fada N’Gourma, 1979) es una actriz y escritora burkinesa.

## Biografía
Ouedraogo nació en 1979 en la ciudad de Fada N’Gourma, donde creció. Su padre había estado involucrado en la escena del teatro local y era amigo y compañero de equipo de fútbol con el destacado actor Sotigui Kouyaté. Siendo pequeña, se mudó con su familia a Uagadugú para continuar su educación. En la secundaria, se unió a su compañía de teatro local y realizó una gira por el país. Después de recibir su bachillerato, se mudó a París en 2000, donde vivía su hermano mayor. Allí tuvo distintos trabajos ocasionales.

## Carrera
En 2007, decidió centrarse en el teatro y fue aceptada en Cours Florent después de una audición. Como parte de su trabajo de clase, escribió y dirigió su primera obra de teatro, Yennenga, the epic of the Mossé. La obra se representó por primera vez en el teatro Comédie de la Passerelle en 2008. Se basa en uno de los mitos fundacionales de Burkina Faso, y ella interpretó el papel protagonista como una princesa del siglo XI. Según Ouedraogo, escribirla le ayudó a lidiar con el dolor de perder a su padre y a su hermano.
En septiembre de 2010, la obra se presentó en el centro cultural Gambidi en Uagadugú por primera vez y fue cubierta por la televisión nacional. La obra se reinventó como comedia musical, con ocho bailarines y dos músicos. En abril de 2011, organizó una producción de la obra para ayudar a la ONG Fitima, cuyo objetivo es apoyar a los niños con discapacidad. Colaboró en el espectáculo Article 13, nombre de la Declaración de Derechos Humanos de la ONU, que fue presentada en 2012 en distintos espectáculos de teatro callejero en Francia. En 2013, creó el espectáculo autobiográfico individual Ouagadougou pressé, con su experiencia migratoria a Francia como tema.
Debutó en cine con el cortometraje Marie et les gargouilles (2013). En 2014, participó en la película Samba. El mismo año, Dani Kouyaté la eligió para protagonizar la serie de docuficción L'Amour en cage. En 2015, protagonizó la obra Roukiata tombe le masque, una comedia sobre la circuncisión. En abril de 2017, comenzó a escribir una columna en France Inter. En 2018 actuó en Je demande la route, estrenada en el Festival Off d'Avignon.

## Vida personal
Está casada con el director de cine Stéphane Eliard. Habla francés y bambara.